# Мераге
Мераге́ (также Мерага, Марага) — город на северо-западе Ирана в остане Восточный Азербайджан, центр шахрестана. Расположен к югу от вулкана Сехенд (3707 м), в долине реки Сафи, впадающей в озеро Урмия.

## История
Марага — древний город, но точное время его основания не установлено. В VII веке завоёван арабами и вместо старого персидского названия получил арабское, Марага, означающее «пастбище коней». VIII века здесь правили Раввадиды в качестве наместников халифов. В 1038 году Марага захвачена сельджуками. В 1107 году раввадид Ахмадил ибн Ибрахим, оказав сельджукскому султану Мухаммеду I помощь в борьбе с врагами, стал правителем Мараги.
Однако в 1117 году Ахмадил был убит в Багдаде низаритскими агентами. Его бывший раб, тюрок Аксункур ас-Ахмадили, вскоре сам захватил власть в Мараге (1122).
Он стал основателем династии Аксункуридов (или Ахмадили), во владения которых, кроме Мараги, входила также крепость Ревандуз (сейчас — город в Ираке). Сын Аксункура Арслан-Аба вёл борьбу с влиятельным атабеком Ильдегизом. При этом, эмир Мараги поддерживал одних кандидатов на султанский престол, атабек — других. После ряда сражений войска противников встретились у стен Мараги, где Арслан-Аба был разбит Джихан-Пахлаваном, сыном Ильдегиза. Победитель осадил город, но вскоре было заключено мирное соглашение. Однако уже в 1175, после смерти Арслан-Абы, Марага снова была осаждена и сдалась Джихану-Пахлавану. По условиям мира город возвращался к Аксункуридам, но их влияние в Иранском Азербайджане значительно уменьшилось.
В 1209 году Ильдегизиды заняли Марагу, и во владении Сулафа-хатун, праправнучки Аксункура, остался лишь Ревандуз. В начале 1221 года Марага вновь перешла в её руки, но 30 марта того же года город был взят штурмом и сожжён войсками монгольских нойонов Субэдэя и Джэбэ. В мае 1225 года Марага без боя сдалась Джелал ад-Дину; Хамуш, муж Сулафа-хатун, перешёл на службу к хорезмшаху.
После ближневосточного похода Хулагу (1256—1260) и основания им нового государства, Марага некоторое время была столицей Хулагуидов. В 1259 году под руководством Насир ад-Дина ат-Туси здесь было начато строительство Марагинской обсерватории, ставшей крупнейшей астрономической обсерваторией своего времени.
В XVI веке управлялась хакимами из курдского племени мукри. В 1603 г. отвоевана персидским шахом Аббасом I Великим у османов и с тех пор, с небольшими перерывами, прочно в составе Ирана. В 1610 году Аббас вырезал части племени мукри за непокорность и передал власть над Марагой племени муккаддам. В 1737 году по приказу Надир Шаха род халильвенд племени мукаддам был выселен из Мераги в Келат и Мешхед и его брат Ибрагим-хан поручает это дело своему порученцу Мухаммад-Казиму. Непосредственно переселением руководили ханы рода халильвенд, мерагинские и хорасанские ханы.  Лидеры племени Мукаддам неизменно состояли во главе Марагинской провинции вплоть до её ликвидации в 1925 г.
15 января 1828 года, во время русско-персидской войны, город был занят Нижегородским 17-м драгунским полком российской армии. Однако после подписания Туркманчайского договора русские войска оставили эти земли.

## Экономика
Горы защищают Мераге от северных ветров, вследствие чего здесь получило развитие земледелие и садоводство. Город является центром виноградарского и садоводческого региона. Производящиеся здесь сухофрукты, в первую очередь, изюм, идут на экспорт. Плодородие района Мераге отмечали ещё средневековые авторы: «Климат его умеренный, но сырой из-за того, что с севера город закрыт горой Саханд. Здесь много садов. Вода поступает из реки Сафи, которая стекает с горы Саханд и впадает в озеро Урмия. Её поля дают урожаи зерновых, хлопка, винограда и прочих фруктов. В большинстве её местностей очень низкие цены». (Хамдаллах Казвини. Нузхат ал-кулуб, ок. 1340 года).
Кроме садоводства, Мераге издавна славится выделкой сафьяна и ковров. Вблизи города осуществляется добыча каменного угля и строительного камня. Травертин, известный в Иране как «Марагинский мрамор», обычно жёлтого, розового, зеленоватого или молочно-белого цвета с красными и зелёными прожилками. Добывается, главным образом, близ Азар Шахра, в пятидесяти километрах северо-западнее Мераге.

## Достопримечательности
Наиболее примечательными архитектурными памятниками Мераге являются купола (гонбад, перс. گنبد‎) — башенные мавзолеи, построенные в XII—XIV веках.
- Гунбад-и Сурх («красный купол», также — Гунбад-и Кермез, 1148)[7].
- Гунбад-и Модавар («круглый купол», также — Бордж-и Модавар, «круглая башня», 563 г. х./1168-1169), считается гробницей сестры ильхана Хулагу[8].
- Гунбад-и Кабуд («голубой купол»; также — Геок-Гюмбез; 593/1196-1197) считается гробницей матери-христианки Хулагу, что сомнительно, учитывая обилие стихов из Корана, используемых в украшении гробницы[9].
- Гунбад-и Гаффария (также — Гунбад-и Шараффия, около 1328), построена для эмира Шамс ад-Дина Карасункура, бывшего мамлюка, который служил наместником Мараги до своей смерти в 1328 году.
- Джой Бордж (около 1330), круглое строение из обожённого кирпича на каменном основании; в настоящее время представляет собой руины

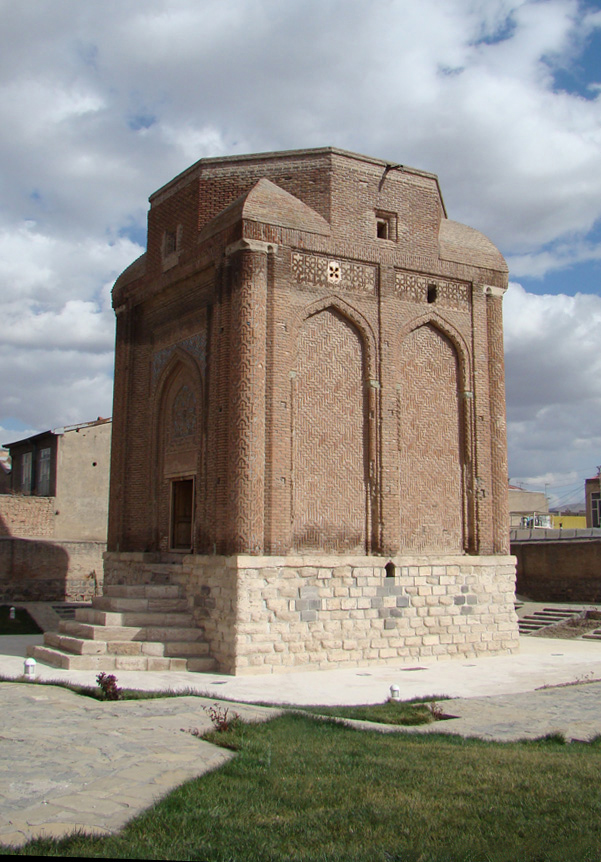
Гунбад-и Сурх
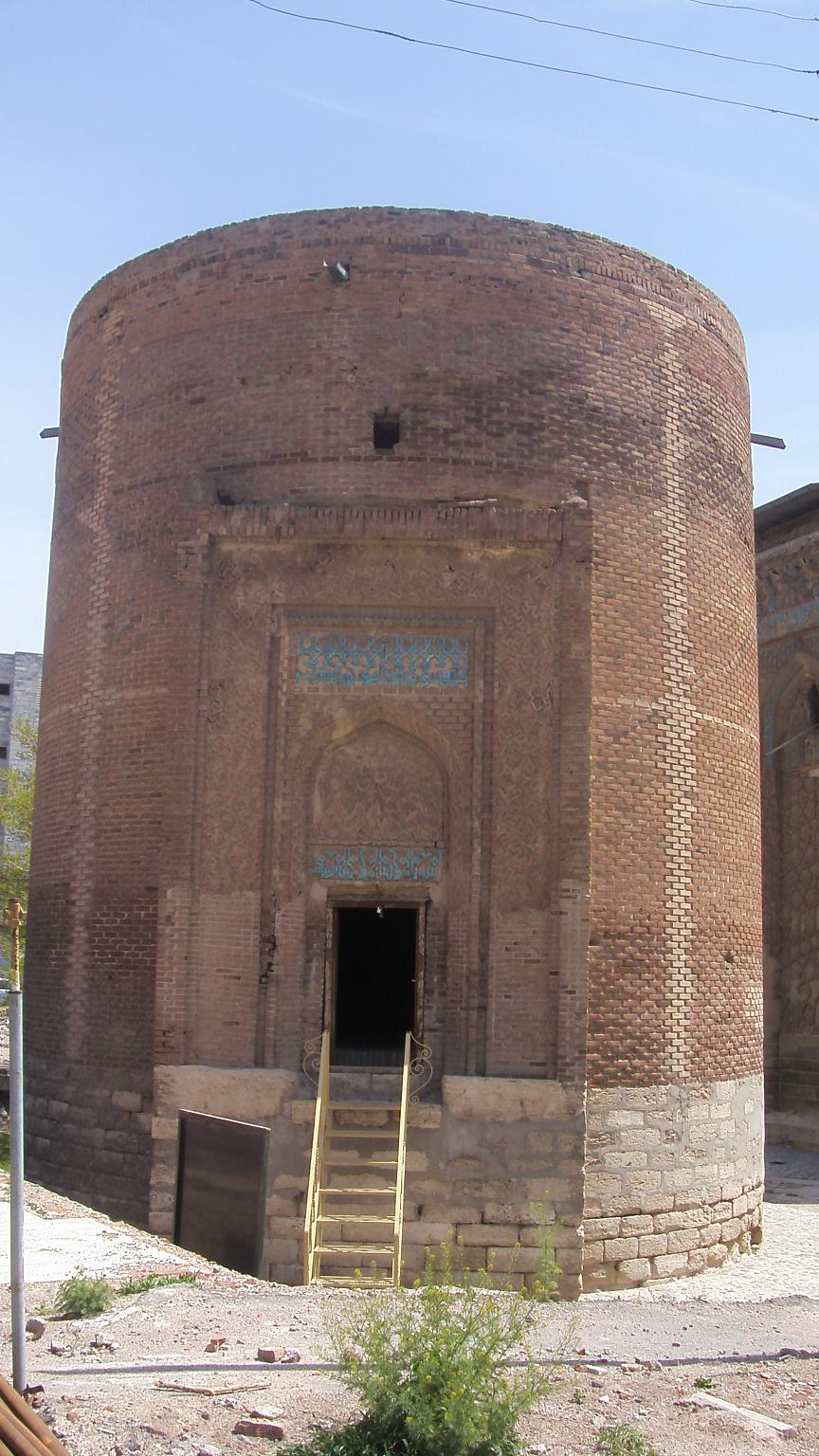
Гунбад-и Модавар
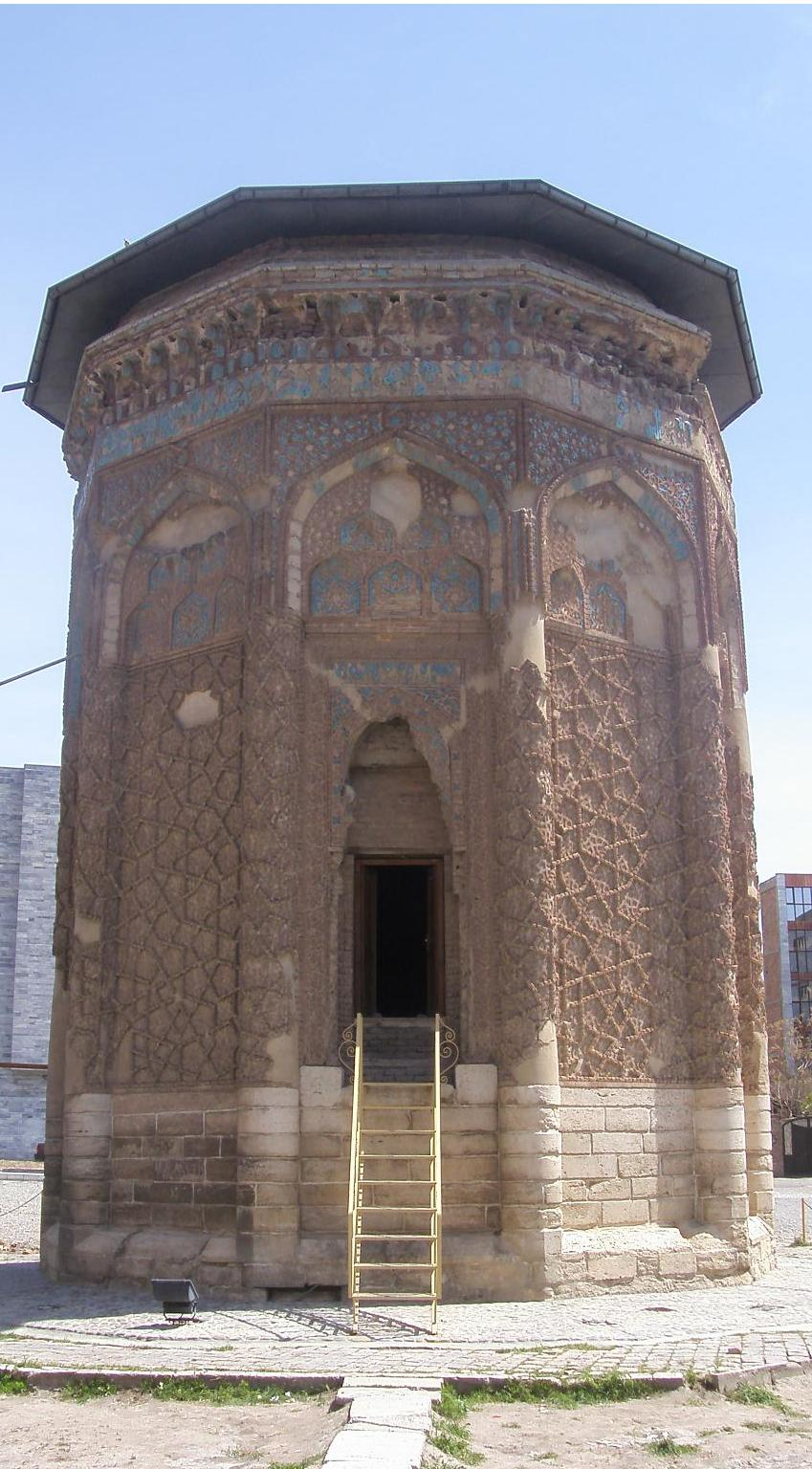
Гунбад-и Кабуд
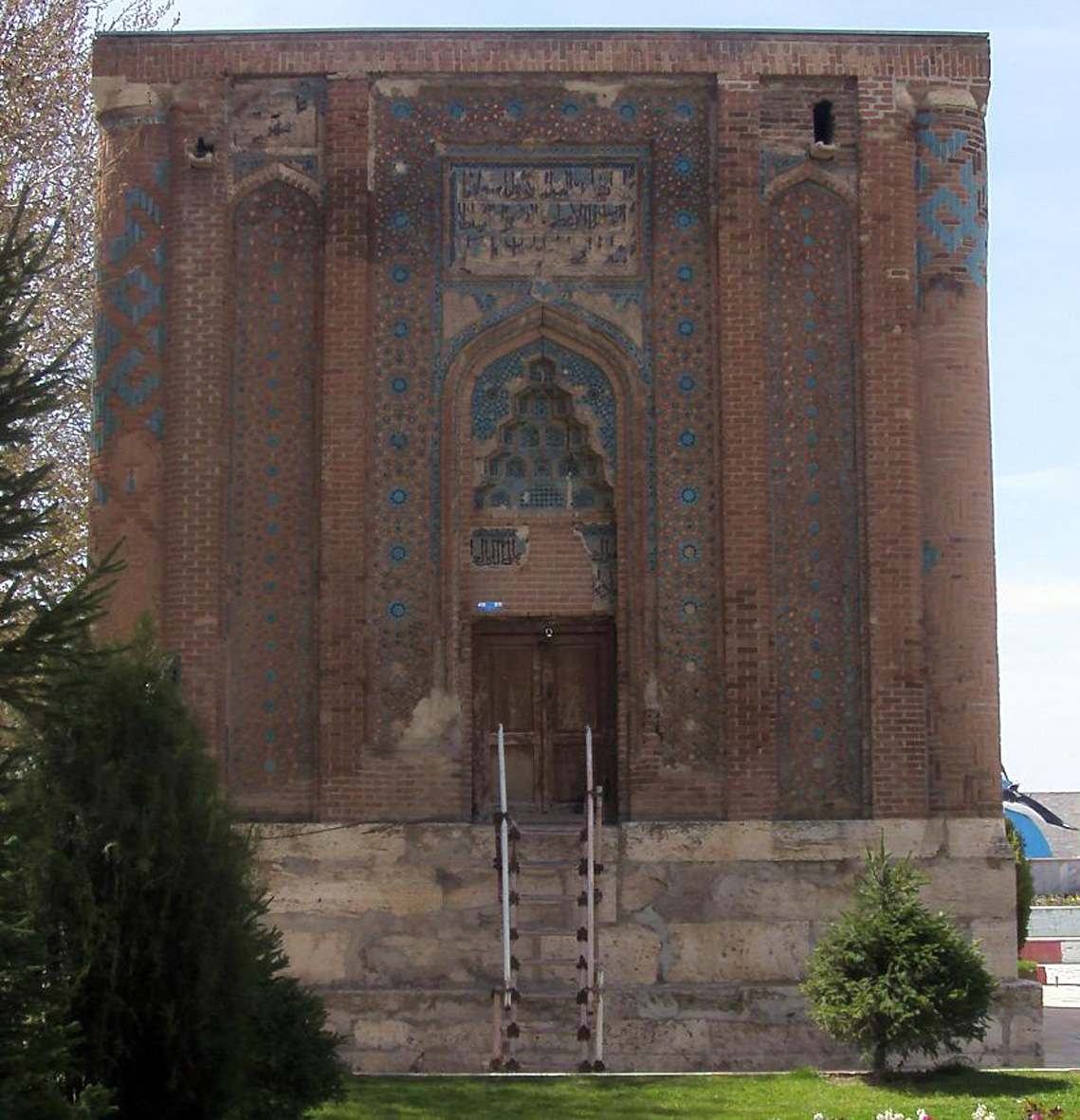
Гунбад-и Гаффария

В трёх километрах к западу от современного города на холме Талеб хан расположены руины Марагинской обсерватории. В настоящее время для сохранения остатков памятника Иранской Организацией Культурного Наследия и Туризма (Iran's Cultural Heritage and Tourism Organization) над ним возведён латунный купол.
Мараге является местонахождением позднемиоценовых обезьян (Mesopithecus pentelicus и живший 7,5 млн л. н. Maragheh hominoid (MMTT 3453), которого сближают с Ankarapithecus или Sivapithecus, а не с Ouranopithecus).

## Знаменитые уроженцы
- Аухади Марагаи — азербайджанский (тюркский) поэт[11][12].
- Абдулгадир Мараги — азербайджанский (тюркский) учёный, музыкант, музыкальный теоретик XIV века.
- Зейн-оль-Абедин Мерагеи — иранский (тюркский) писатель-просветитель. Около 20 лет прожил в Российской империи[13].